# 언브레이커블 (영화)
《언브레이커블》(영어: Unbreakable)은 2000년에 개봉한 미국의 슈퍼히어로 판타지 스릴러 영화이다. 《식스 센스》로 명성을 얻은 M. 나이트 샤말란 감독의 차기작이며, 브루스 윌리스와 새뮤얼 L. 잭슨이 주인공 데이비드 던과 일라이자 프라이스 역을 맡았다. 주인공 데이비드가 열차 사고를 겪은 뒤 만화 수집가이자 슈퍼히어로 추종자인 일라이자를 만나고, 자신의 숨겨진 초능력을 인식하면서 벌어지는 이야기를 다룬다.
개봉 주말에 서울 12만명, 전국 20만명을 달성하여 샤말란 감독의 이전 작품 《식스 센스》의 서울 7만 8000명, 전국 13만 명을 능가했다.
개봉 당시에는 단일한 작품이었으나 17년 뒤 샤말란 감독의 다른 작품 《23 아이덴티티》(2017)에서 데이비드 던이 등장하면서 세계관이 이어지게 되었다. 이후 두 작품의 등장인물들이 함께 재등장하는 《글래스》(2019)가 개봉하였다. 따라서 《언브레이커블》은 삼부작의 1탄격인 작품이 되었다.

## 줄거리
일라이자 프라이스는 조금만 다쳐도 큰 부상으로 이어지는 희귀병을 가지고 태어났다. 어렸을 때는 자신의 장애에 절망했지만 어머니의 노력으로 이제는 개인 화랑까지 가지고 있는 저명한 만화 수집가가 되었다. 하지만 만화에 대한 열정과 더불어 만화 속 슈퍼히어로를 현실에서 꿈꾸게 되었다.
데이비드 던은 대학 시절 미식축구 선수였으나 현재는 경기장 경비원으로 일하고 있다. 동부선 177 열차를 타고 가던 중 대형 사고를 겪는데, 100명이 넘는 승객이 전원 사망한 와중 데이비드만 상처 하나 없이 살아남는다. 이러한 사실이 언론에 알려지자, 일라이자는 데이비드에게 주목하고 그를 화랑으로 불러들인다. 데이비드는 아들 조세프와 함께 일라이자를 만나러 갔는데, 일라이자는 데이비드가 금강불괴의 육체의 소유자이며 현실의 슈퍼히어로가 될 수 있다고 주장한다. 망상으로 치부한 데이비드는 되돌아오지만 조세프는 아버지의 힘에 믿음을 가지게 된다.
일라이자는 데이비드를 다시 찾아와 데이비드를 설득한다. 데이비드 본인 또한 의구심을 품고, 이제까지 살면서 단 한 번도 다친 적이 없었다는 것을 알게 되고, 또한 근력 운동을 통해 엄청난 괴력을 지녔음을 확인한다. 그리고 데이비드에게는 스친 것만으로 다른 사람의 범죄 현장을 알게 되는 육감도 존재하였다. 데이비드는 다시 일라이자를 찾아가, 예전에 물에 빠져 죽을 위기에 처한 적이 있으니 결코 무적이 아니라고 주장하지만 일라이자는 오히려 그것은 만화 속 슈퍼히어로에게 흔히 있는 아킬레스건이라고 반박한다. 데이비드는 대학 시절 아내 오드리와 함께 겪은 교통사고를 떠올린다. 전복된 차에 갇힌 오드리를 구하려고 차 문을 뜯은 와중 그 자신은 티끌 하나 다치지 않았던 것이다.
데이비드는 이런 자신의 힘을 여전히 숨기려고 하지만 아내 오드리는 남편의 힘을 긍정하며 본능에 따르도록 응원한다. 아들 조세프도 아빠를 슈퍼히어로로 여기며 데이비드를 고민하게 한다. 마침내 데이비드는 우비를 뒤집어 써 얼굴을 감춘 뒤 시내로 나가 행인들을 파악한다. 어떤 청소부와 부딪쳤을 때 데이비드는 그 청소부가 실은 어느 일가에 침입하여 가족의 아버지를 죽이고 아내와 딸들을 감금해 둔 범죄자임을 깨닫는다. 이후 그 청소부를 따라가 민가에 도착하고, 결박되어 있던 아이들을 풀어준다. 데이비드를 눈치 챈 청소부는 그를 수영장 물에 빠뜨렸고, 데이비드는 물에 빠져 죽을 뻔하지만 아이들의 도움으로 살아난다. 결국 데이비드는 청소부를 덮쳐 목졸라 쓰러뜨리지만, 아이들의 어머니는 이미 죽었다. 다음날 신문에 데이비드가 신원미상의 영웅으로서 등장하고, 데이비드는 아들에게 이를 알려주며 비밀로 해줄 것을 부탁한다.
나중에 데이비드는 일라이자의 화랑을 찾아간다. 일라이자의 어머니를 만나고, 일라이자가 말한 두 종류의 빌런의 이야기를 듣는다. 일라이자와 만나 그와 처음으로 악수를 하는데, 그 순간 일라이자가 슈퍼히어로를 찾기 위해 비밀스럽게 대형 사고들을 일으켜 수많은 사람들을 죽여 왔으며, 자신이 겪은 열차 사고 또한 일라이자의 소행임을 깨닫는다. 일라이자는 자신의 가치는 슈퍼히어로의 숙적이 되는 것이었으며, 어릴 적의 별명 '미스터 글래스(유리 선생)'을 언급한다. 데이비드는 일라이자의 범죄를 폭로하고 일라이자는 정신병원에 갇힌다.

## 등장인물
- 데이비드 던(David Dunn)

주인공. 대학 시절 미식축구 선수였으나 교통사고 후 자신이 금강불괴의 육체를 가졌음을 자각하게 된다. 그러한 초능력을 숨기고 경기장 경비원으로 살고 있었으나 일라이자와 만난 후 아들과 아내의 긍정에 힘입어 내면의 영웅심을 점차 끄집어 내게 된다.
- 일라이자 프라이스(Elijah Price)

날 때부터 1종 골형성부전증을 앓아 부상에 매우 취약한 몸을 가지고 있다. 열성적인 만화 수집가로 '한정판(Limited Edition)'이라는 이름의 화랑을 운영하고 있다.
- 오드리 던(Audrey Dunn)

물리치료사로 일하는 데이비드의 아내. 대학 시절 데이비드와 연애 중 함께 교통사고를 당하고 데이비드의 몸에 대한 비밀을 알게 된다. 결혼을 하였으나 데이비드와는 소원한 관계이다.
- 조세프 던(Joseph Dunn)

데이비드의 아들. 아버지의 힘을 눈치채고 아버지를 슈퍼히어로로 생각하고 있다.
- 프라이스 부인(Mrs. Price)

일라이자의 어머니. 몸이 약한 아들이 외출하도록 도우려고 만화책을 이용하였다.

## 출연진
- 브루스 윌리스 - 데이비드 던
  - 데이비스 더필드 - 데이비드(20세)
- 새뮤얼 L. 잭슨 - 일라이자 프라이스 / 미스터 글래스(유리 선생)
  - 조니 하이럼 제이미슨 - 일라이자(13세)
- 로빈 라이트 펜 - 오드리 던
  - 로라 리건 - 오드리(20세)
- 스펜서 트리트 클라크 - 조세프 던 (데이비드의 아들)
- 샬레인 우더드 - 프라이스 부인
- 에이먼 워커 - 닥터 매시슨
- 레슬리 스테펀슨 - 켈리
- 미케일리아 캐럴 - 조세프의 베이비시터
- 휘트니 슈거먼 - 물리치료사
- 보스틴 크리스토퍼 - 만화가게 점원
- 엘리자베스 로런스 - 양호교사
- 챈스 켈리 - 주황색 옷을 입은 남자
- 마이클 켈리 - 닥터 두빈
- M. 나이트 샤말란 - 경기장 마약상

## 한국판 성우진(KBS) (2005년 6월 11일)
- 이정구 - 데이비드(브루스 윌리스/데이비드 더필드)
- 한상덕 - 일라이저(새뮤얼 L. 잭슨)
- 서혜정 - 오드리(로빈 라이트 펜/로라 레간)
- 송덕희 - 켈리(레슬리 스테판슨)
- 소연 - 조셉(스펜서 트리트 클라크)
- 김혜미 - 일라이저의 어머니(샬레인 우다드)
- 김창주 - 노엘(리처드 카운설) / 술집 남자(빌 로우)
- 서광재 - 매티슨(에이먼 워커) / 지하철 운전사(마크 H. 글릭)
- 임은정 - 판매원(조한나 데이)
- 박정민 - 경기장 경비원(안소니 보스코) / 만화책점 주인(보스틴 크리스토퍼)
- 김래환 - 사업가(퍼도스 밤지) / 라디오 방송(유키 워싱턴) / 의사(셔먼 로버츠)
- 윤세웅 - 오랜지 색의 청소부(챈스 켈리) / 트럭 운전 기사(요세 로드리게스) / 포터 사촌 / TV 방송 뉴스 해설
- 장우영 - 병원 직원(휘트니 슈가맨) / 베이비 시터(미카엘리아 캐럴) / TV 방송 출연자
- 김익태 - 의사(마이클 켈리) / 인질(안소니 로튼) / 해설
- 이광자 - 학교 선생님(엘리자베스 로렌스)

## 제작 과정
M. 나이트 샤말란 감독은 처음에 작품을 구상하면서, 전형적인 슈퍼히어로 만화 구성을 따른 이야기를 만들려고 했었다. 즉 '영웅의 탄생', '범죄와의 투쟁', '숙적과 최후의 대결'의 3단계 구성이다. '탄생' 부분이 가장 흥미로운 부분이었기에, 《언브레이커블》은 영웅의 기원담으로 결정되었다.
작품 구상은 샤말란 감독의 전작인 《식스 센스》와 동시에 이루어졌다. 《식스 센스》 주연이었던 브루스 윌리스가 그대로 차기작의 주인공으로도 캐스팅되었다. 감독은 상대 역으로 새뮤얼 L. 잭슨을 떠올리며 각본을 쓰기 시작했다. 실제 잭슨의 캐스팅은 그 후에 이루어졌다. 잭슨은 카사블랑카에서 휴가를 보내던 중 카지노에서 윌리스와 만났고, 윌리스로부터 자신을 주인공으로 한 《식스 센스》 차기작 각본에 대해 들었다고 한다. 참고로, 윌리스와 잭슨은 일전에 《다이하드 3》, 《펄프 픽션》, 《원초적 무기》에서 같이 일한 적이 있다.
《식스 센스》가 상업적·비평적으로 성공한 뒤 샤말란 감독은 월트 디즈니 스튜디오에 각본을 판매했다. 디즈니에서는 자회사인 터치스톤 픽처스 이름으로 작품을 만들도록 했다. 이는 샤말란 감독이 직접 제작 회사 '블라인딩 에지 픽처스'를 설립하는 데 도움을 주었다. 데이비드 던의 아내 오드리 역은 처음에 줄리앤 무어에게 제안되었으나, 무어는 대신 《한니발》의 클라리스 스탈링 역을 택했다. 대신 로빈 라이트가 캐스팅되었다.
2000년 4월 25일에 촬영이 시작되어 7월에 끝났다. 촬영지는 필라델피아로, 그대로 영화 배경으로도 결정되었다. 샤말란 감독과 에두아르도 세라 촬영 감독은 만화책 컷을 연상시키는 액자식 구도를 강조하였고, 몇 가지 시각 모티프가 사용되었다.. 미스터 글래스의 캐릭터를 따라 숏 일부는 유리에 반사되는 장면으로 만들어졌는데, 거울이나 텔레비전 화면, 자동차 후사경 등에 새뮤얼 잭슨을 비추는 식으로 찍었다. 여기에 잭슨의 제안으로 미스터 글래스는 데이비드의 녹색조 옷과 대비되는 글래스의 보라색 정장을 입고 유리 지팡이를 집는 설정이 더해졌다. 미스터 글래스의 가발은 흑인 정치인 프레더릭 더글러스를 모델로 하였다.
총 촬영분에서 삭제된 장면은 약 15분가량이고, 이는 DVD에 부록으로 포함되었다.